# Richard Lucas
Richard Saville Clement Lucas  (Marylebone, Londres, 27 de juliol de 1896 - Gosport, Hampshire, 29 de maig de 1968) va ser un remer anglès que va competir a començaments del segle XX.
Durant la Primera Guerra Mundial va servir a la Royal Artillery, sent segon tinent el 1915. En acabar la guerra estudià a la Universitat d'Oxford, on va destacar com a remer. El 1920 va prendre part en els jocs olímpics d'Anvers, on va guanyar la medalla de plata en la prova del vuit amb timoner del programa de rem.
El 1921 va formar part de la tripulació d'Oxford a la Regata Oxford-Cambridge. Guanyà la Grand Challenge Cup de la Henley Royal Regatta cinc vegades.
Lucas i la seva esposa René van passar els seus darrers anys rescatant vaixells abandonats. Va morir d'un atac al cor mentre navegava en un bot.